# 's-Heerenhoek
's-Heerenhoek est un village de la commune néerlandaise de Borsele, en province de Zélande, comptant 1 938 habitants en 2008.
Le village est apparu après la poldérisation du Borsselepolder en 1616 ; il s'appelait alors Calishoek. Il est né au point de rencontre des digues de différents polders. En 1672, une église protestante a été bâtie, mais depuis 1870, c'est une église catholique qui se trouve au centre du village.
's-Heerenhoek est un centre de loisirs connu de Zuid-Beveland. Le village attire chaque année beaucoup de visiteurs au cours du carnaval, quand il est rebaptisé Paerehat. L'ex-coureur cycliste Jan Raas est un habitant célèbre de 's-Heerenhoek.

## Galerie

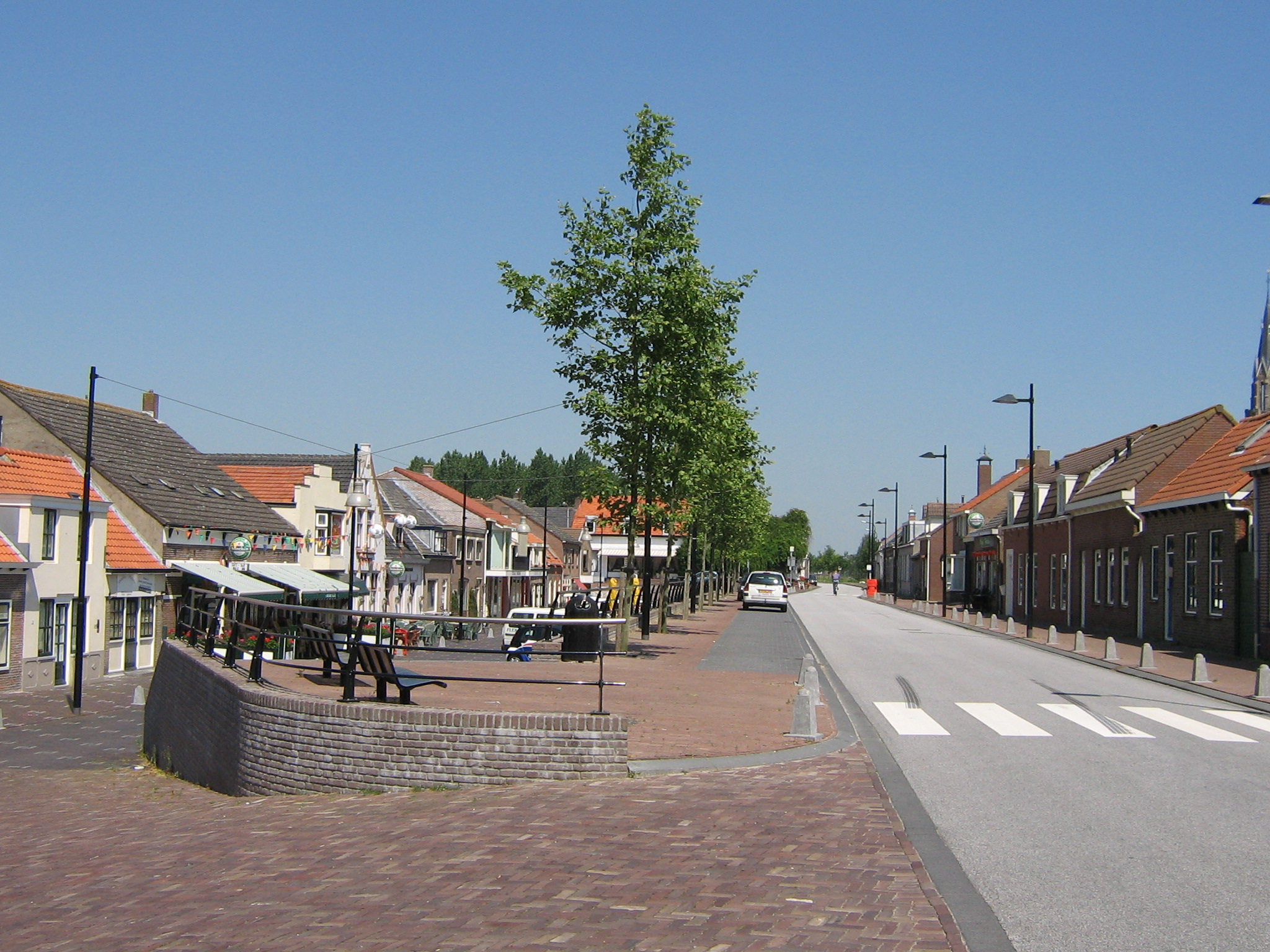
Une digue urbanisée à 's-Heerenhoek.
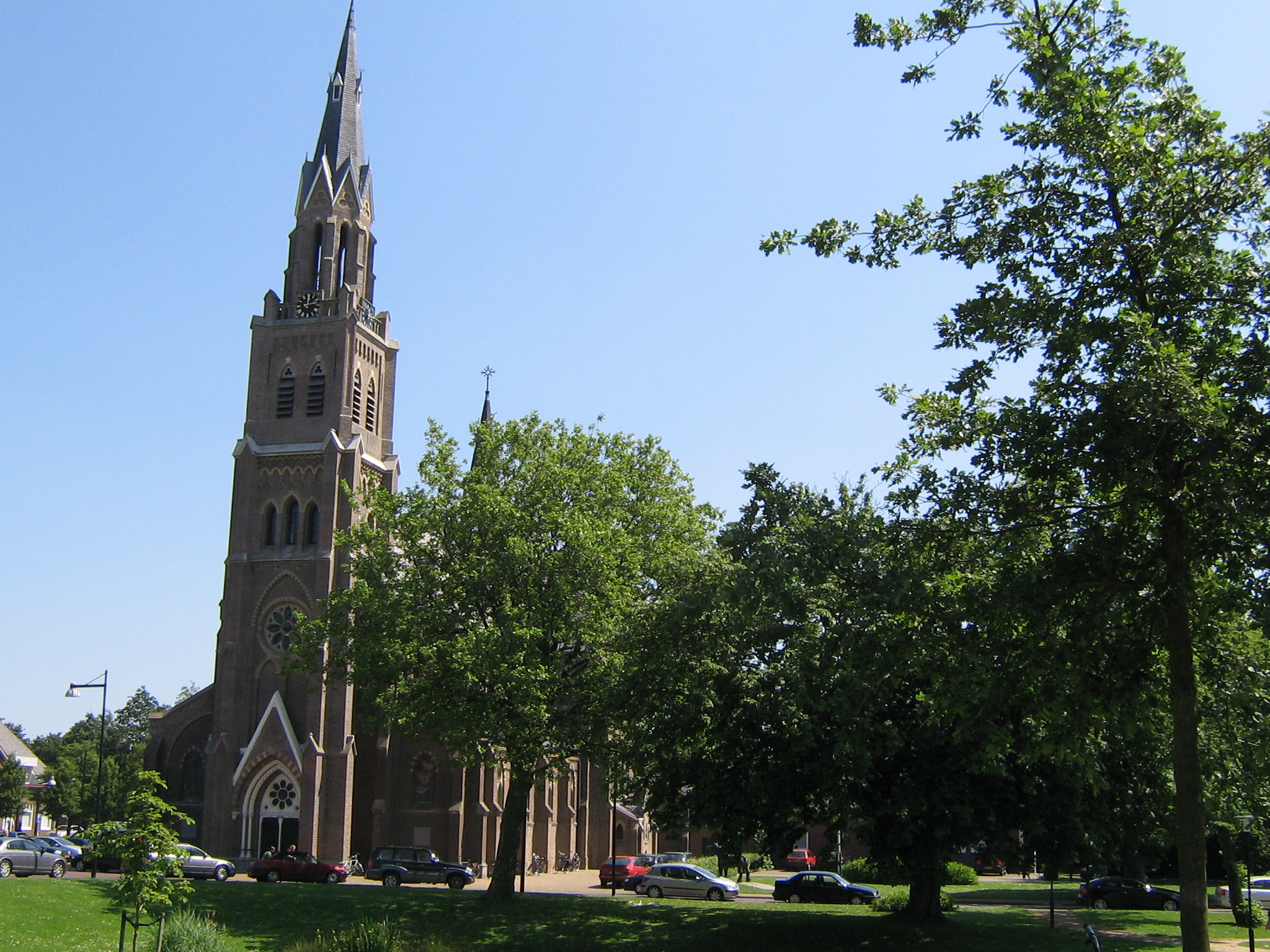
Église Saint-Willibrord de 's-Heerenhoek de style néo-gothique.

## Source
- (nl) Cet article est partiellement ou en totalité issu de l’article de Wikipédia en néerlandais intitulé « 's-Heerenhoek » (voir la liste des auteurs).